# Peter MacGill
Peter MacGill je americký galerista a kurátor. Je předsedou Galerie Pace/MacGill, která byla otevřena v roce 1983 na East 57th Street v New Yorku.
MacGill má diplom MFA v oboru fotografie z Arizonské univerzity. V roce 2005 byl na 15. místě na seznamu 100 nejvýznamnějších osobností ve fotografiích sestavených časopisem American Photo.
Od roku 2013 se dvě Westonovy fotografie objevují na seznamu nejdražších fotografií, co byly kdy prodány. Snímek "Akt", pořízený v roce 1925, koupil v roce 2008 galerista Peter MacGill za 1,6 milionu dolarů. Snímek Nautilus z roku 1927 byl prodán za 1,1 milionu dolarů v roce 2010, shodou okolností také panu MacGillovi.